# Пежо тип 145, 146 и 148
Пежо тип 145, 146 и 148 су моторна возила произведена између 1913. и 1914. године од стране француског произвођача аутомобила Пежо у њиховој фабрици у Лилу. У том раздобљу је укупно произведено 646 јединица.
Ова три аутомобила су рођена из заједничког пројекта који су са сличним механичким карактеристикама, а разликују један од другог само у величини, као замена за тип 139. Најмањи је тип 145, чија је дужина 4,5 м са осовинским размаком од 3,3 м. Средњи по величини је тип 146, са дужим међуосовинским размаком за 18 цм, и укупне дужине 4,7 м. Највећи модел међу њима је тип 148 са међуосовинским размаком 3,61 м и укупне дужине 4,85 м. Ови типови су истовремено произведени са каросеријом типа торпедо са местом за четири особе.
Сва три модела имају исти четвороцилиндричан, четворотактни мотор запремине 4.536 цм³ и снаге 18 КС. Мотор је постављен напред и карданом повезан са задњом осовином.
У 1914. години на крају њихове производње, тип 145 је произведен у 135 примерака, тип 146 у 428 и тип 148 у само 83 примерака. Да би се задовољиле потребе купаца за наследником ових модела, биће потребно да се сачека још девет година, наиме до 1923. године, када је покренута производња типа 174.